# تشن شوي بيان

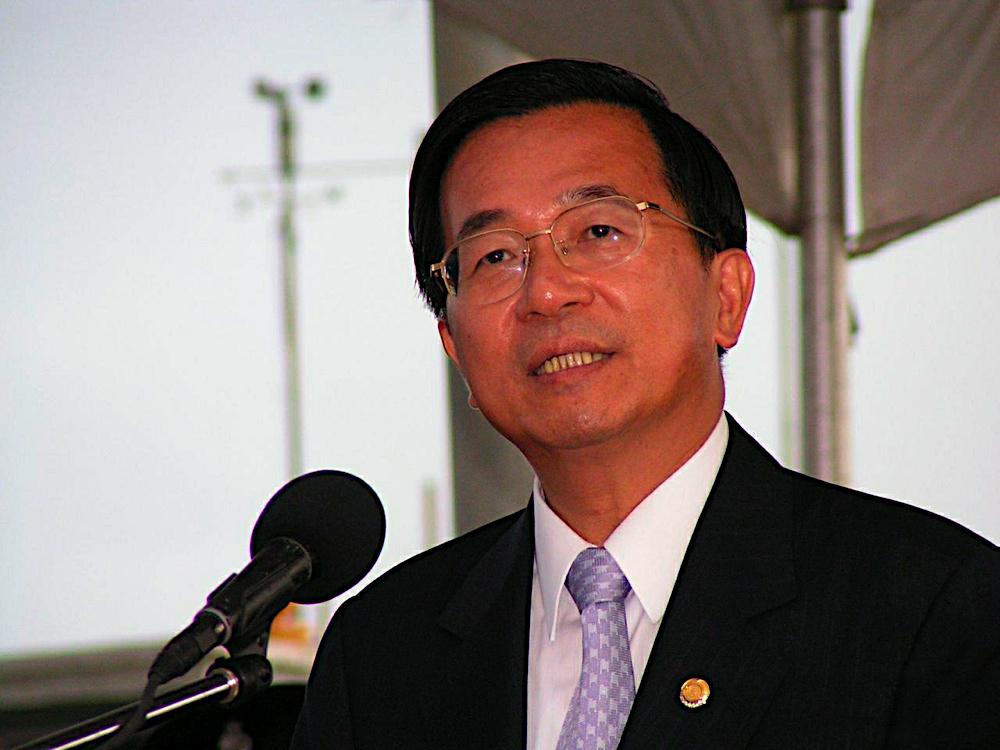
تشن شوي بيان

تشن شوي بيان (陳水扁 Tân Chúi-píⁿ بالصينية) الرئيس السابق لتايوان (جمهورية الصين). ولد في 12 أكتوبر 1950. أنتُخب رئيسا للصين الوطنية منذ 20 ايار 2000 حتى أيار 2008. ترأس الحزب الديموقراطي التقدمي، الذي يدعو لاستقلال تايوان عن الصين، حتى قبيل انتهاء فترة رئاسته الأخيرة.
دخل تشين عالم السياسة في عام 1980م أثناء حادثة كاوشينغ بصفته عضور في حركة تانجواي، وأنتُخب في مجلس مدينة تايبية في عام 1981م. وسُجن في عام 1985م بتهمة التشهير كمحرر في المجلة الأسبوعية المؤيدة للديمقراطية «نيو فورموزا»، بعد نشره لمقال ينتقد فيه إلمر فونج أستاذ الفلسفة بالكلية والذي انتخب لاحقاً مشرعاً في حزب الكومينتانغ. وبعد إطلاق سراحه، ساعد تشين في تأسيس الحزب الديمقراطي التقدمي في عام 1986م وانتخب عضوا تشريعيا في عام 1989م، وعمدةً لتايبيه في عام 1994م.
  فاز تشين في الانتخابات الرئاسية في 18مارس 2000م بنسبة 39% من الأصوات نتيجة لانقسام الفصائل داخل حزب
الكومينتانغ، واجهت تشين تحديات كبرى  حيث انخفضت شعبيته على الرغم من حصوله على مراتب عليا خلال الأسابيع القليلة الأولى من ولايته وذلك يعود بسبب الفساد المزعوم داخل إدارته وعدم تمرير تشريع ضد حزب الكومينتانغ المعارض، والذي سيطر على اليوان التشريعي.  وفي عام 2004 م فاز بإعادة انتخابه بهامش ضيق بعد نجاته من حادثة إطلاق نار أثناء حملته الإنتخابية في اليوم السابق للانتخابات. في عام 2009م أدين تشين وزوجته بتهمتي رشوة، وحكم على تشين بالسجن لمدة 19 عاماً في سجن تايبيه، ولكن تم الإفراج المشروط الطبي عنه في 5 يناير 2015م. منذ ذلك الحين تم منعه من التحدث للجماهير تحت ذريعة «الخضوع للعلاج الطبي». لقد زعم أنصار تشين أن كل ما جرى لتشين من محاكمات كانت بدوافع سياسية تكمن أسبابها من قبل كيد حزب الكومينتانغ لسنوات قضاها في السلطة.

## حياته الأولى
ولد تشين لعائلة فقيرة تعمل في الزراعة في بلدة جوانتين في مقاطعة تاينان في عام 1950م.
تلقى تشين تعليمه في لغة الماندرين الصينية، والتي حلت محل اللغة اليابانية كلغة وطنية بعد نهاية الإدارة اليابانية لتايوان. تخرج مع مرتبة الشرف من المدرسة الثانوية الوطنية العليا في تاينان. وفي يونيو 1969م، تم قبوله في جامعة تايوان الوطنية. في البداية تخصص في إدارة الأعمال، ثم تحول إلى دراسة القانون في سنته الأولى، وأصبح محرراً لمراجعة ما يتعلق بتخصص القانون في الكلية. اجتاز امتحانات المحاماة قبل إتمام سنته الأخيرة بأعلى الدرجات، ليصبح أصغر محام في تايوان، وكان تخرجه في عام 1974 بدرجة ليسانس الحقوق في القانون التجاري.
في عام 1975م تزوج من وو شو تشن ابنة طبيب. أصبح للزوجين ابنة اسمها تشين هسينج يو وهي طبيبة أسنان وابن اسمه تشين تشونج حصل على شهادة القانون من تايوان، وحصل على درجة الماجستير في القانون من جامعة كاليفورنيا في عام 2005م.
من عام 1976 إلى عام 1989م كان تشين شريكا في فورموزا للقانون البحري والتجاري الدولي، وتخصص في التأمين التجاري، وشغل محفظة شركة افير قرين كوربورايشن.

## روابط خارجية
- تشن شوي بيان على موقع الموسوعة البريطانية (الإنجليزية)
- تشن شوي بيان على موقع مونزينجر (الألمانية)
- تشن شوي بيان على موقع إن إن دي بي (الإنجليزية)